# Emil Wikström
Emil Wikström (Turku, 13 de abril de 1864-Helsinki, 26 de septiembre de 1942) fue un escultor finlandés, que representaba el arte nacional de Finlandia y el realismo. Fue uno de los representantes del karelianismo. Su casa taller es en la actualidad un museo.

## Biografía
Nació el 13 de abril de 1864, hijo de un carpintero y de la hija de un agricultor. La fama adquirida durante sus primeros años como tallista de madera le llevaron a ser apoyado para el estudio en la escuela de dibujo de la Asociación de Arte de Finlandia en Turku y posteriormente en Helsinki.

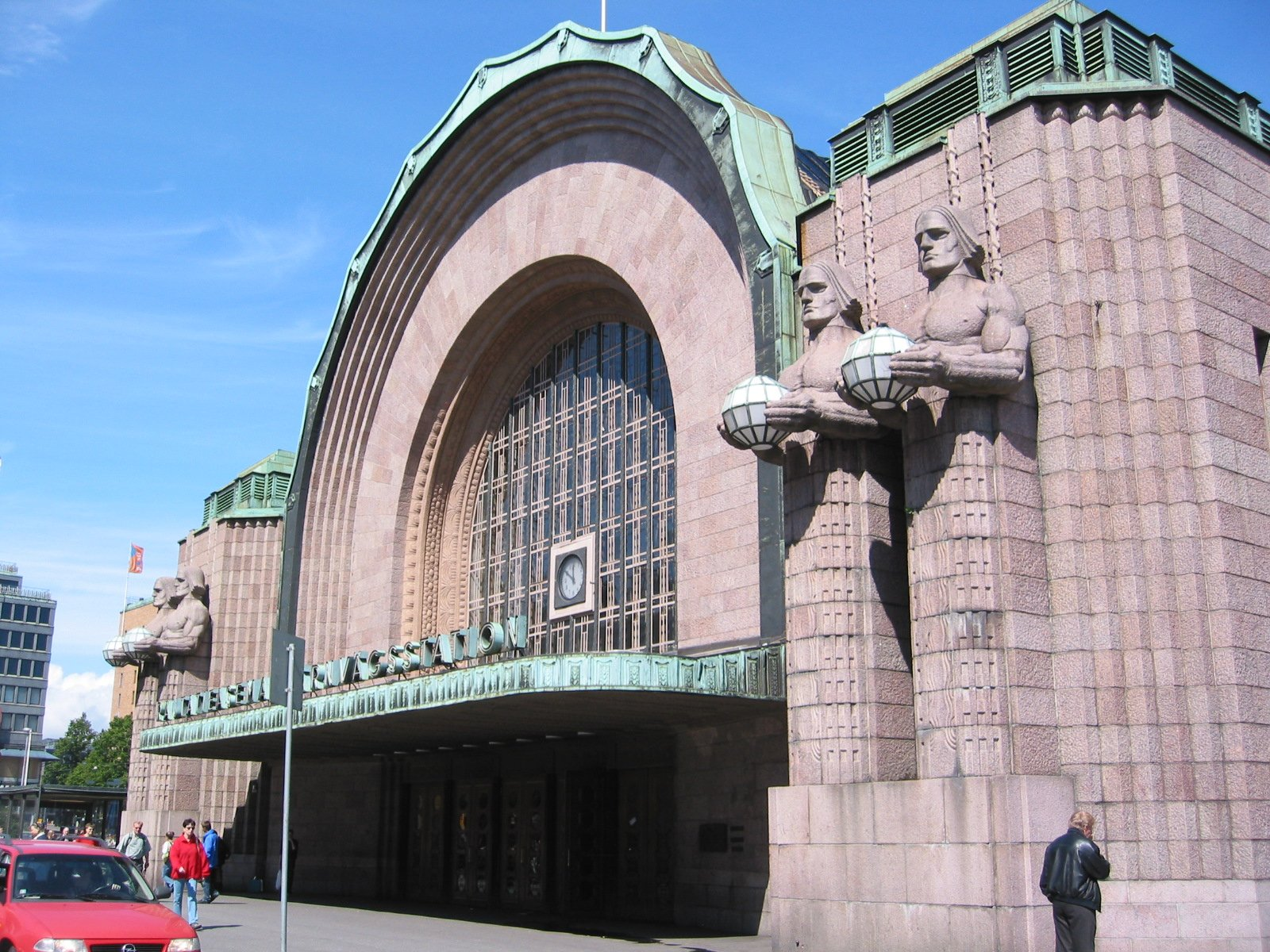
Las cuatro figuras en la Estación Central de ferrocarril de Helsinki obra de Emil Wikström.

Viajó con una beca estatal a Viena en 1883 para educarse en los ornamentos de modelado y la xilografía. Allí vivió dos años asistiendo a la  Academia de Bellas Artes. Pasó un año más en París donde asistió a la Académie Julian. Regresa a Helsinki durante un año y prepara entonces el modelo de la estatua Strawberry Girl  (galería de arte municipal).
De 1887 a 1892 estudió escultura en Viena y París,  con un descanso en el hogar en el periodo 1890-91. En 1893 recibió el primer premio del concurso de grupos abiertos para la fachada de la Casa de los Estados, produciendo el grupo escultórico de Alexander I rodeado por los estados de Finlandia en la Dieta de Porvoo en 1809. La admirablemente composición se dio a conocer en 1903. Obtuvo el primer premio en 1899 para realizar el monumento a Elías Lönnrot, pero preparó entonces una nueva composición, que fue aprobada, realizada y presentada en 1902 en Helsinki.
Sus obras posteriores son también monumentos. El monumento a Snellman (preparado para ser erigido en Helsinki). Escultura de la que Vikmans elogió la actitud realista y la fuerte caracterización.  Varias de sus obras fueron fundidas en bronce, en la fundición que abrió en 1903. Como otros artistas de su tiempo, Wikström se inspiró para su arte en la mitología cultural de su propio país. 
Esculpió la mayor parte de su trabajo en Visavuori, su casa y estudio en Valkeakoski. Allí fue donde vivió la mayor parte de su vida y que posteriormente se convirtió en museo en memoria del artista. Falleció en Helsinki en 1942.Fue el escultor finlandés más importante de su tiempo.
El caricaturista finlandés  Kari Suomalainen era nieto de Emil Wikström y su hijo fue el escritor y profesor de yoga Mielikki Ivalo.

## Otras obras
Emil Wikström es recordado por sus monumentos públicos en Helsinki, las estatuas de la estación de tren y otras ciudades,  también produjo numerosos retratos de políticos, empresarios, familiares y amigos, así como figuras de la mitología finlandesa.
Entre las mejores y más conocidas obras de Wikström se incluyen las siguientes:
- los demandantes de la luz[4]  (granito) en la estación central de ferrocarril de Helsinki,
- el frontón de la Säätytalo(Casa de los Estados filandeses), titulado  Alexander I rodeado por los estados de Finlandia en la Dieta de Porvoo en 1809
- el Monumento a Elias Lönnrot, es su principal obra monumental
- busto de  Pacius (en Kaisaniemi, Helsinki, 1895).

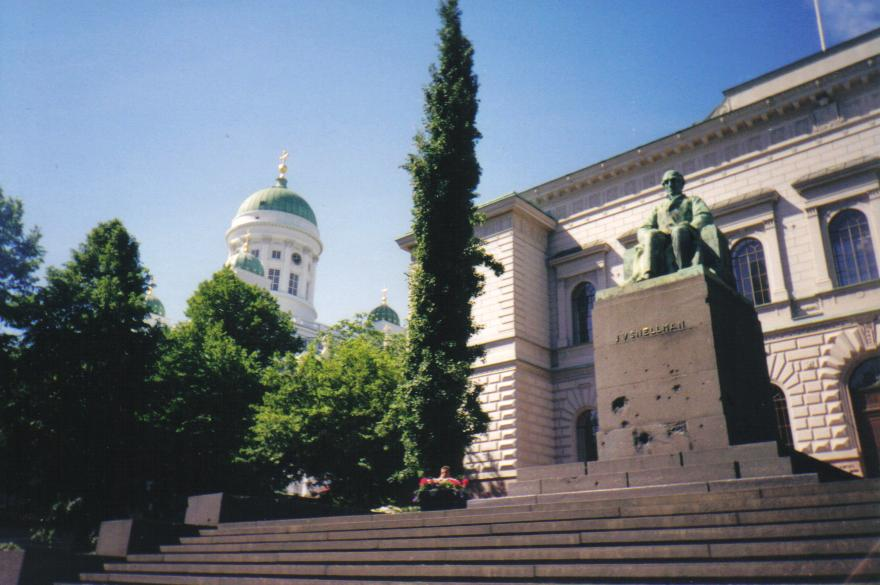
Monumento a Snellman en Helsinki

- el Monumento a Johan Vilhelm Snellman
- el oso de granito frente al Museo Nacional de Finlandia
- Cuando la inocencia es para dormir (Niño, 1891, Museo de Turku)
- Invocación (busto de mujer, 1895, mármol, 1897)
- Madre e hijos (medias figuras en mármol, París, 1900)
- Los niños pobres (grupo en bronce de 1903, los tres en la galería en Helsinki)
- Tidsgudens preso (bloque de madera, 1897)
- Nuestro hombre del correo (bronce, Museo de Turku)
- Anfitriona en Tuonella
- Campesinos
- Morir joven

## El museo Emil Wikström

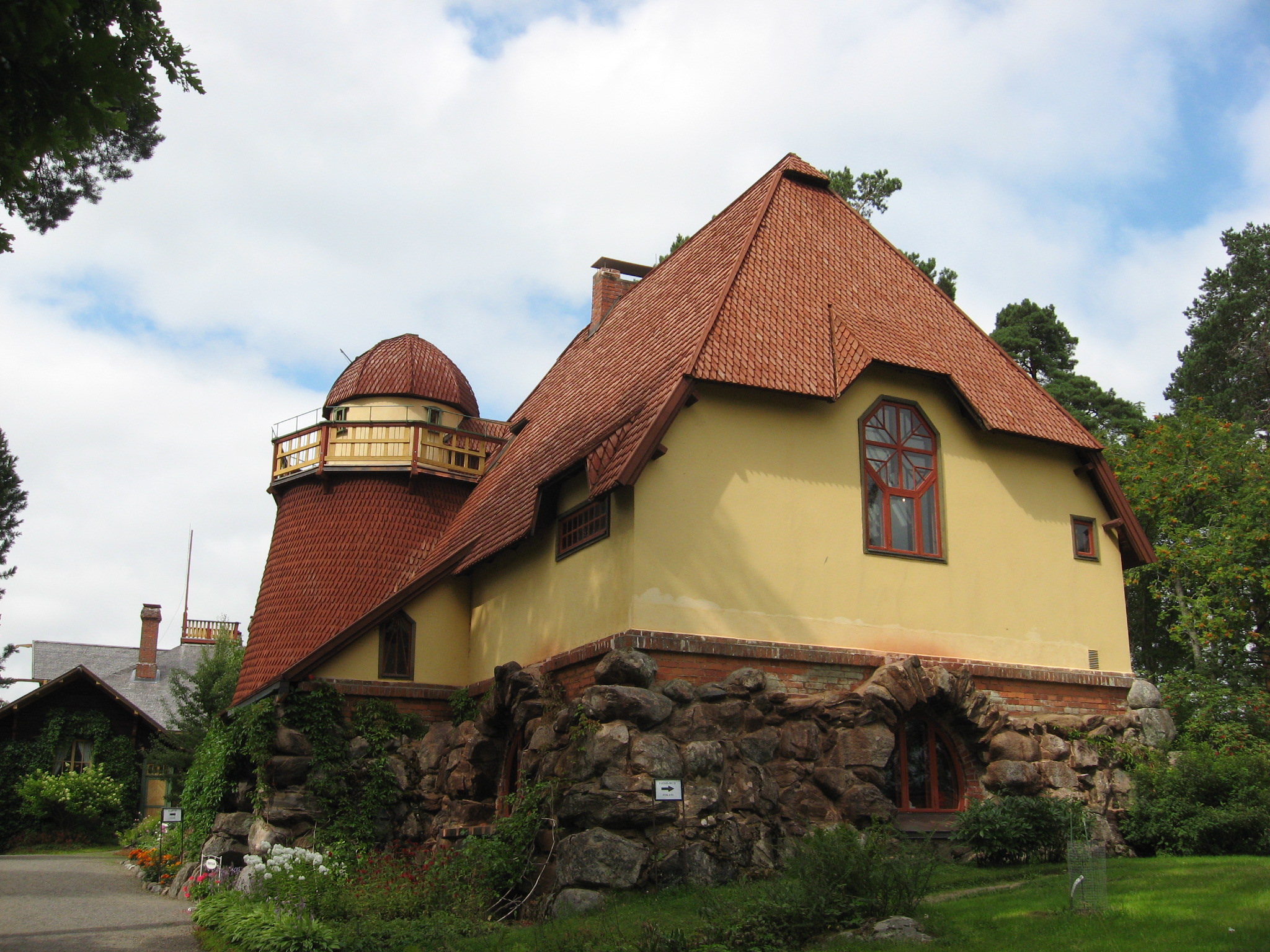
Casa de Emil Wikström, convertida en museo.

Visavuori, la casa taller del escultor fue abierta como museo en 1966. Se pueden ver allí muchos modelos originales y los bocetos del escultor.